# Жук, Татьяна Алексеевна
Татьяна Алексеевна Жук (Шестернёва, Соколова; 1 января 1946, Ленинград, СССР — 21 марта 2011 года, Орехово-Зуево, Московская область) — советская фигуристка, выступавшая в парном катании. В паре с Александром Гореликом серебряный призёр Олимпийских игр 1968 года. Заслуженный мастер спорта СССР.

## Карьера
Татьяна Жук — младшая сестра прославленного советского тренера по фигурному катанию Станислава Жука.
Начинала заниматься фигурным катанием в Ленинграде, у Игоря Москвина. С первым партнёром Александром Гавриловым стала бронзовым призёром Чемпионатов мира (1963 год) и Европы (1963—1964). Кроме того, выступала в одиночном катании и была на Чемпионате СССР 1963 года второй.
В апреле 1964 года перешла в ЦСКА, в Москву, тренировалась под руководством брата — Станислава Жука и он поставил её в пару с Александром Гореликом. Были первой спортивной парой со значительной разницей в росте.
Пара Жук—Горелик в 1965 году стали бронзовыми медалистами, а в 1966 и 1968 годах — серебряными на Чемпионатах мира. На чемпионатах Европы они завоёвывали бронзовые медали в 1965 году и серебро в 1966 году.
В 1966 году Татьяна Жук получила тяжёлую травму, и врачи запретили ей выходить на лёд минимум год. Пара полностью пропустила сезон 1966—1967. И всё же фигуристы смогли вернуться в спорт и завоевать серебряные медали на Олимпиаде 1968 года в Гренобле.
В 1965 году Татьяна Жук вышла замуж за известного армейского футболиста Альберта Шестернёва, а в 1968 году решила закончить спортивную карьеру, чтобы родить ребёнка. После декрета выступала с партнёром в цирке на льду. С Шестернёвым они прожили шесть лет и в начале 1970-х гг. развелись. В другом браке имела ещё одну дочь.

## Спортивные достижения
(с А. Гореликом)
| Соревнования            | 1964—1965 | 1965—1966 | 1966—1967 | 1967—1968 |
| ----------------------- | --------- | --------- | --------- | --------- |
| Зимние Олимпийские игры |           |           |           | 2         |
| Чемпионаты мира         | 3         | 2         |           | 2         |
| Чемпионаты Европы       | 3         | 2         |           |           |

(с А. Гавриловым)
| Соревнования            | 1959—1960 | 1962—1963 | 1963—1964 |
| ----------------------- | --------- | --------- | --------- |
| Зимние Олимпийские игры |           |           | 5         |
| Чемпионаты мира         |           | 3         | 6         |
| Чемпионаты Европы       | 10        | 3         | 3         |
| Чемпионаты СССР         | 1         | 2         |           |